# Joe Matt (serieskapare)
Joe Matt, född 3 september 1963 i Lansdale, Pennsylvania, död 18 september 2023, var en amerikansk serieskapare. Han är troligen mest känd för sin självbiografiska serie Peepshow som idag uppnått kultstatus. I denna serie framställer Matt sig själv som omogen, feg, snål och porrtokig.